# Fallsjön, Dalarna
Fallsjön är en sjö i Avesta kommun i Dalarna och ingår i Dalälvens huvudavrinningsområde.